# 泉ひろし
泉 ひろし（いずみ ひろし、1938年6月25日 - ）は、元吉本新喜劇、松竹新喜劇の座員、元漫才師、俳優。本名は小泉賢麿。

## 来歴・人物
京都府京都市の出身。最初は新劇・アクタープロ所属の役者。その後1957年に小人座に入座。1959年に柳枝劇団の三遊亭柳枝門下に入門、同年6月に柳豊作の名で柳万作と漫才コンビを結成し新花月で初舞台。1961年に松竹トンボリ座に入座し「泉ゆたか」の名でコメディアン。1964年から泉スナップの名で中田チャックとコンビを結成。1968年に解散し同年9月11日に吉本新喜劇入団、1991年よりライバルの松竹新喜劇に移籍。2000年4月に退団後はフリーの俳優でNHKなどのドラマに出演。現在アンクル所属。

## ギャグ
- 首を横に何度も振って「プルブル」と言いながら頬をプルプル震わせる。

## 出演

### テレビドラマ
- 水戸黄門（TBS / C.A.L）
  - 第25部 第11話「陰謀渦巻く淡路島・洲本」（1997年3月3日）- 徳兵衛
  - 第25部 第27話「父を殺した男の真実・高田」（1997年6月30日）- 妙高屋の亭主
  - 第26部 第3話「頑固者の意地比べ・堺」（1998年2月23日） - お灸師
  - 第27部 第5話「美人に化けた大盗っ人 -山形-」（1999年4月19日）- 十文字屋の主人
  - 第28部 第7話「あっ! 印籠がない・袋井」（2000年4月24日） - 旅籠の主人
  - 第28部 第18話「大人もビックリ! 天才少年・枚方」（2000年7月17日） - 番頭
  - 第35部 第18話「脱藩者は老公に瓜二つ・佐伯」（2006年2月20日） - 才造
- 大岡越前（TBS / C.A.L）
  - 第14部 第18話「頑固が鉢巻きした男」（1996年10月21日） - 下駄の歯入れ屋
  - 第15部 第17話「嘘で暴いた大岡裁き」（1999年1月11日） - 煙管屋